# برونو دي ويت
برونو دي ويت هو بروفيسور وأستاذ جامعي بلجيكي، ولد في 1955 في كورتريك في بلجيكا.

## وصلات خارجية
- الموقع الرسمي